# گابریل پوراس
کارلوس گابریل پوراس فلورس (به انگلیسی: Carlos Gabriel Porras Flores) (زاده ۱۳ فوریه ۱۹۶۸ در مکزیکوسیتی) هنرمند اهل مکزیک است.
وی در فیلم‌های نقاب آنالیا، الیسا کجاست و پشت درهای بسته بازی کرده است.
او در سال ۲۰۰۳ با بازی در فیلم روح زخمی به شهرت رسید که با ایتاتی کانتورال دوست دختر سابقش در این فیلم آشنا شد و پس از مدتی از یکدیگر جدا شدند. وی در فیلم ملکه جنوب به عنوان بهترین بازیگر مکمل مرد انتخاب شد. و در سال ۲۰۱۳ از همسرش جدا شد.
همسر او سونیا اسمیت بازیگر سینما بود. آن ها در سال 2013 از یکدیگر جدا شدند. وی در حال حاضر مجرد است.